# Feride Bakir
Feride Bakir (* 26. Juni 1992 in Bonn) ist eine deutsche Fußballspielerin türkischer Abstammung. 

## Karriere

### Vereine
Bakir begann ihre Karriere bei Blau-Weiß Friesdorf und wechselte 2008 zum SC 07 Bad Neuenahr. Am 29. März 2009 bestritt sie im Heimspiel gegen den Hamburger SV ihr erstes Bundesligaspiel. In der Saison 2009/10 war sie Stammspielerin, wechselte zur Saison 2010/11 jedoch zum Ligakonkurrenten nach Leverkusen. Dort erzielte sie am 31. Oktober 2010 im Punktspiel gegen ihren ehemaligen Verein mit dem Treffer zur zwischenzeitlichen 1:0-Führung ihr erstes Bundesligator. Mit Ende der Saison 2012/13 verließ sie Bayer 04 Leverkusen, für den Verein sie insgesamt 35 Punktspiele bestritten hatte. Seit August 2015 ist sie Vertragsspielerin des SC 13 Bad Neuenahr, für den sie bis Saisonende 2018/19 57 Punktspiele in der drittklassigen Regionalliga Südwest bestritt und 21 Tore erzielte. Danach pausierte sie, bevor sie zum Verein zur Saison 2022/23 zurückkehrte.

### Nationalmannschaft
Am 21. November 2009 debütierte Bakir in der A-Nationalmannschaft im WM-Qualifikationsspiel, das in Manisa mit 0:5 gegen die Nationalmannschaft Spaniens verloren wurde. Ihr letztes A-Länderspiel bestritt sie am 27. Oktober 2011 in Buftea im vierten Spiel der EM-Qualifikationsgruppe 2 bei der 1:7-Niederlage gegen die Nationalmannschaft Rumäniens.

## Sonstiges
Nach ihrem Weggang aus Leverkusen studierte sie von 2014 bis Herbst 2015 in Australien an der University of Western Sydney.